# Dłużek (jezioro w gminie Purda)
Dłużek – jezioro w woj. warmińsko-mazurskim, na granicy gminy Purda w pow. olsztyńskim i gminy Pasym w pow. szczycieńskim.
Powierzchnia zwierciadła wody według różnych źródeł wynosi od 27,5 ha do 29,0 ha.
Zwierciadło wody położone jest na wysokości 143,2 m n.p.m. lub 143,3 m n.p.m. Średnia głębokość jeziora wynosi 5,7 m, natomiast głębokość maksymalna 12,6 m.
Leśne jezioro ma mocno wydłużony kształt jest porośnięte dziewiczym lasem (z wyjątkiem strony północno-zachodniej, gdzie są podmokłe łąki). Woda jest bardzo czysta nawet latem. Roślinność wodna rozwinięta w niewielkim stopniu. Dno w większości twarde i niezamulone. Jezioro jest hydrologicznie zamknięte. Rybacko zaliczane jest do typu sandaczowego.
Nad jeziorem rozgrywa się część akcji powieści Pietrek z Puszczy Piskiej autorstwa Igora Sikiryckiego.